# Jean Feyte
Jean Feyte (* 21. Oktober 1903 in Marseille; † 1996) war ein französischer Filmeditor.

## Leben
Feyte erlernte seinen Beruf bei Films Sonores Tobis in Paris. Beginnend mit der Verfilmung von David Golder im Jahr 1930 war er für den Filmschnitt von fast 100 Produktionen verantwortlich. 1936 wurde er Chefeditor für Nachrichten bei dem Filmstudio Eclair-Journal.  Ab den 1950er Jahren arbeitete er regelmäßig mit Regisseur André Hunebelle zusammen, mit dem er unter anderem die Filme Fantomas (1964) und Fantomas gegen Interpol (1965) realisierte.

## Filmografie (Auswahl)
- 1931: Pas un mot à ma femme (Kurzfilm)
- 1932: Der Tugendkönig (Le rosier de Madame Husson)
- 1932: Suzanne
- 1933: La merveilleuse tragédie de Lourdes
- 1933: Knock, ou le triomphe de la médecine
- 1933: Pas besoin d'argent
- 1934: Jeanne
- 1935: Roi de Camargue
- 1935: Aux portes de Paris
- 1935: Marchand d'amour
- 1935: Princesse Tam-Tam
- 1935: Retour au paradis
- 1938: Le tombeau hindou
- 1938: Je chante
- 1939: Trois de St Cyr
- 1939: La charrette fantôme
- 1940: Le café du port
- 1941: Les jours heureux
- 1942: La maison des sept jeunes filles
- 1942: Meine größte Liebe (La femme que j'ai le plus aimée)
- 1942: Der Wohltäter (Le bienfaiteur)
- 1943: Der Graf von Monte Christo (Le comte de Monte Cristo)
- 1943: À la Belle frégate
- 1943: Le baron fantôme
- 1943: Arlette et l'amour
- 1944: Le voyageur sans bagages
- 1945: Gespielin der Finsternis (La fiancée des ténèbres)
- 1945: Die Damen vom Bois de Boulogne (Les Dames du Bois de Boulogne)
- 1945: La ferme du pendu
- 1946: Pforten der Nacht (Les portes de la nuit)
- 1947: In Teufels Krallen (Copie conforme)
- 1947: Monsieur Vincent
- 1948: Kampf ums schwere Wasser (Kampen om tungtvannet)
- 1948: Les casse-pieds
- 1949: Mission à Tanger
- 1950: Un certain monsieur
- 1950: Les femmes sont folles
- 1950: Der galante Abenteurer (Méfiez-vous des blondes)
- 1951: Im Anfang war nur Liebe (Caroline chérie)
- 1951: Deux sous de violettes
- 1951: Ma femme est formidable
- 1952: Abenteuer in Venedig (Massacre en dentelles)
- 1952: Ouvert contre X...
- 1952: Monsieur Taxi
- 1952: Das Geheimnis vom Bergsee
- 1952: Le rideau rouge
- 1952: Mon mari est merveilleux
- 1953: Im Banne des blonden Satans (La môme vert de gris)
- 1953: Les détectives du dimanche
- 1953: Die Abenteuer der drei Musketiere (Les 3 Mousquetaires)
- 1954: Les révoltés de Lomanach
- 1954: Serenade für zwei Pistolen (Les femmes s'en balancent)
- 1954: Wer nimmt die Liebe ernst? (Cadet Rousselle)
- 1955: Gangster von Paris (Série noire)
- 1955: König der Wüste (Fortune carrée)
- 1955: L'impossible Monsieur Pipelet
- 1956: Mémoires d'un flic
- 1956: Gejagte Unschuld (Gejagte Unschuld)
- 1956: Schrei des Gewissens (Les assassins du dimanche)
- 1956: Mannequins de Paris
- 1956: Ein Schatten auf dem Dach (Je reviendrai à Kandara)
- 1957: Junge Rosen im Wind (Les collégiennes)
- 1957: Guten Tag, Herr Doktor! (Bonjour Toubib)
- 1957: Casino de Paris (französische Version)
- 1957: Paris tabu (Mademoiselle Strip-tease)
- 1958: Le désert de Pigalle
- 1958: Der unfreiwillige Raketenflieger (À pied, à cheval et en spoutnik!)
- 1959: Arrêtez le massacre
- 1959: Ritter der Nacht (Le bossu)
- 1960: Mein Schwert für den König (Le capitan)
- 1961: Im Zeichen der Lilie (Le Miracle des loups)
- 1962: Die sieben Hauptsünden (Les sept péchés capitaux)
- 1962: Der Graf mit der eisernen Faust (Les mystères de Paris)
- 1963: O.S.S. 117 greift ein (OSS 117 se déchaîne)
- 1963: Vorsicht, meine Damen! (Méfiez-vous, mesdames!)
- 1964: Heisse Hölle Bangkok (Banco à Bangkok pour OSS 117)
- 1964: Der Gendarm von St. Tropez (Le Gendarme de St. Tropez; uncredited)
- 1964: Fantomas (Fantômas)
- 1965: OSS 117 – Pulverfaß Bahia (Furia à Bahia pour OSS 117)
- 1965: Fantomas gegen Interpol (Fantômas se déchaîne)
- 1966: Das Geheimnis des Dr. Z (Miss Muerte)
- 1967: Junger Mann mit Zukunft (Les Arnaud)
- 1971: Qu'est-ce qui fait courir les crocodiles?